# Heikki Iiskola
Heikki Iiskola, född den 12 juni 1998, är en finländsk innebandysspelare som spelar för svenska SSL-laget Växjö Vipers och finländska landslaget.
Heikki Iiskola har med det finländska landslaget tagit ett VM-guld (2024) samt ett silver i World Games år 2025.